# Utobium marmoratum
Utobium marmoratum är en skalbaggsart som beskrevs av Fisher 1939. Utobium marmoratum ingår i släktet Utobium och familjen trägnagare. Inga underarter finns listade i Catalogue of Life.